# Pertisau

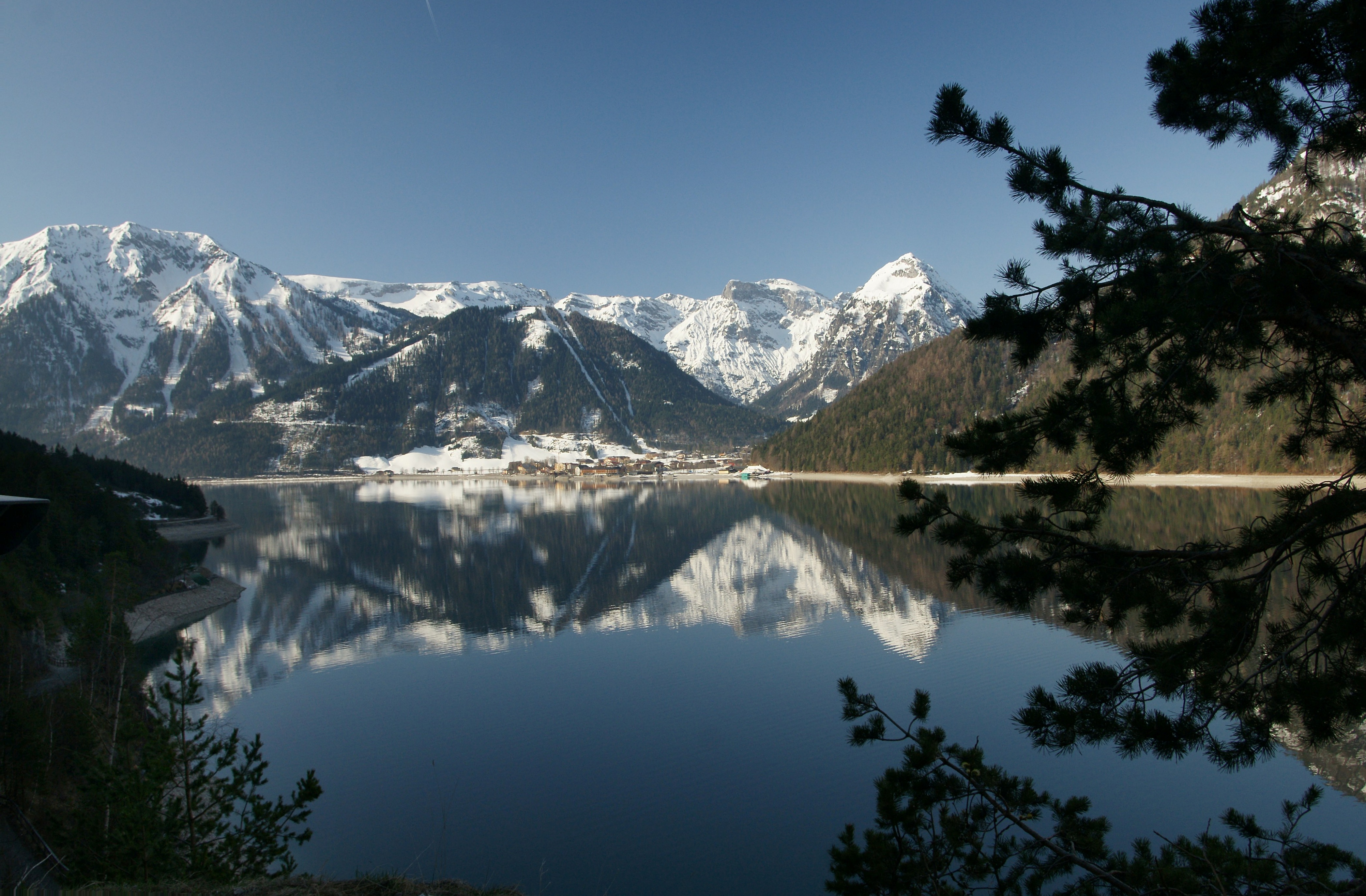

Met slechts 460 inwoners is Pertisau het kleinste dorp aan het Achenmeer. Pertisau ligt in de Oostenrijkse deelstaat Tirol en maakt deel uit van gemeente Eben am Achensee in het district Schwaz.
In de zomer zijn er watersportmogelijkheden aan het Achenmeer. Ook is er een golfbaan. Er is een gondelbaan naar de berg de Zwölferkopf.
In de winter is Pertisau een wintersportplaats vooral voor langlaufen.

## Externe links

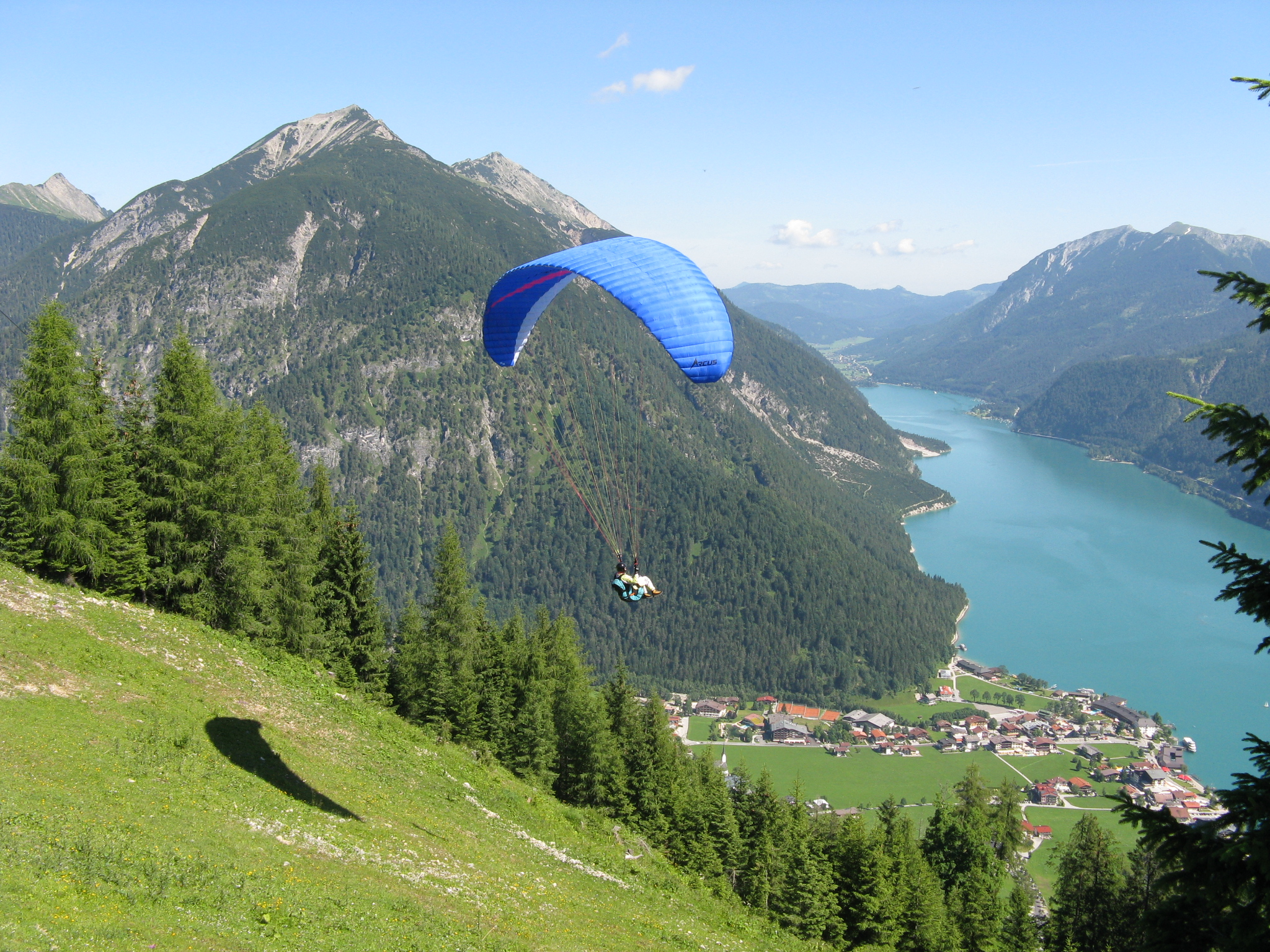
Pertisau